# Geert Deferm
Geert Deferm (Hasselt, 6 mei 1963) is een Belgisch voetbalcoach en voormalig voetballer. Hij speelde in het verleden onder meer voor KV Mechelen, Antwerp FC en AA Gent.

## Carrière
Geert Deferm begon zijn carrière als voetballer bij KVV Lummen waar hij drie jaar speelde alvorens FC Winterslag hem daar kwam wegplukken maar speelde er niet veel. In 1983 verhuisde hij naar het KV Mechelen van trainer Leo Canjels. De club was net naar Eerste Klasse gepromoveerd. Deferm was in die dagen bij Mechelen een ploegmaat van o.a. Theo Custers, Mathy Billen, Raymond Jaspers en Piet den Boer.
Tijdens het seizoen 1985/86 speelde Deferm voor Antwerp FC, waar hij samenwerkte met trainers Arie Haan en Leon Nollet. Bij Antwerp speelde hij regelmatig en op het einde van het seizoen keerde hij terug naar KV Mechelen.
Deferm werd steeds op de linkerflank ingezet, soms als verdediger, soms als middenvelder. Na zijn verblijf bij Antwerp en de komst van trainer Aad de Mos werd Deferm, die bekendstond om zijn doorzettingsvermogen en plichtsbesef, de vaste linksachter. In 1986 won hij de Beker van België en werd hij vicekampioen. Het team groeide uit tot de top van België met spelers als Bruno Versavel, Eli Ohana, Erwin Koeman en Marc Emmers. In 1988 won Mechelen de Europacup II en een jaar later volgde de landstitel.
Nadien volgde er een leegstroom. Basisspelers trokken naar het buitenland of de concurrentie, en ook trainer Aad de Mos zocht andere oorden op. Deferm was een van de weinige spelers die ook na de glorieperiode van KV Mechelen bij de club bleef. Zo haalde hij nog twee keer de finale van de Beker van België. Pas in 1994 nam de toen 31-jarige verdediger afscheid van Malinois. Hij verhuisde naar AA Gent.
Bij de Buffalo's was op dat ogenblik zijn ex-ploegmaat Lei Clijsters aan de slag als coach. De Limburger speelde er één seizoen en vertrok dan naar tweedeklasser La Louvière waar hij een van de ouderdomsdekens van het elftal werd. In 1996 stapte hij over naar het Franse Amiens SC, maar na één seizoen keerde hij terug naar België. Hij zette een stap terug en sloot zich aan bij KSV Mol, maar de club degradeerde niet veel later van Derde naar Vierde Klasse.
Na zijn voetballoopbaan was Deferm trainer van de beloften van KV Mechelen en van 2002 tot 2005 was hij de coach van Eerste provincialer Kampenhout SK. In 2004 promoveerde de ploeg onder zijn leiding  naar Vierde klasse. Daarna werd hij lesgever aan de topsportschool in Hasselt. In oktober 2011 nam hij de draad van het trainerschap terug op en ging hij aan de slag bij KFC Diest waar hij de ontslagen Jos Heyligen opvolgde. In mei 2022 werd hij aangesteld als trainer van KCVV Elewijt.

## Erelijst
- Kampioen van België: 1989
- Beker van België: 1987
- Europacup II: 1988
- Europese Supercup: 1988
- Trofeu Joan Gamper: 1989